# アルファ航法
アルファ航法（ロシア語: Альфа、RSDN-20とも）はロシアの地上系長距離電波航法システム。RSDNは、ロシア語: Радиотехническая Система Дальней Навигации, ラテン文字転写: radiotehnicheskaya Sistema Dal'ney Navigatsiiの略であり、英語では"radio-technical long-distance navigation system"となる。
アルファは航空機、船舶、潜水艦などの位置（潜水艦は水中位置）を測定するために使用された。米国のオメガ航法と並行して開発され、超長波（VLF）を使用していた。アルファの到達範囲は送信局から10,000km、測位誤差は2.5～7kmであった。
アルファシステムはノヴォシビルスク、クラスノダール、ハバロフスク郊外に立つ、三つの送信局から構成されている。レブダ（ムルマンスク州）とセイダ（コミ共和国）にある二つの送信局は、2010年時点で停波している。
これらの送信局は、周波数 F1: 11.904761 kHz, F2: 12.648809 kHz and F3: 14.880952 kHz 上で0.4秒の長さの信号を3.6秒周期で発射し、受信信号の位相差から位置を決定する事が出来る。予備の代替周波数として F3p: 14.881091 kHz, F4: 12.090773 kHz, F5: 12.044270 kHz, F6: 12.500000 kHz, F7:  13.281250 kHz, F8: 15.625000 kHz, Fx: 12.700000 kHz が用意されている。
米国のオメガと同じく技術的理由から、アルファ局の送信アンテナ高は非常に高くなければならない。ただしアルファ塔の高さを記した資料は、現時点で無い。
2014年1月以降、いくつかの送信機が無効になっている。

## アルファ局一覧
節内の全座標を示した地図 - Google 
- ノヴォシビルスク: (北緯55度45分22秒 東経84度26分52.4秒 / 北緯55.75611度 東経84.447889度)
- クラスノダール: (北緯45度24分12秒 東経38度09分29秒 / 北緯45.40333度 東経38.15806度)
- ハバロフスク: (北緯50度04分24秒 東経136度36分24秒 / 北緯50.07333度 東経136.60667度)
- ムルマンスク州レブダ（英語版）: (北緯68度02分8秒 東経34度41分00秒 / 北緯68.03556度 東経34.68333度)
- コミ共和国セイダ: (北緯67度03分08秒 東経63度04分19秒 / 北緯67.0522度 東経63.072度)